# モーリッツ・パッシュ
モーリッツ・パッシュ（独: Moritz Pasch、1843年11月8日 - 1930年9月20日
）は、ユダヤ人を家系に持つドイツの通学者。幾何学基礎論を専攻した。 22歳でブレスラウ大学にてPh.D.を獲得した。ギーセン大学で30人の博士課程を導いた。
1882年、パッシュは書籍 Vorlesungen über neuere Geometrie を出版し、より正確な原始概念及び公理でユークリッド幾何学基礎を構築することと、対象を発展させていく際に使われる演繹法に対してより慎重になることを呼びかけた。今まで暗黙的であったエウクレイデスの原論の多くの仮定に注意を起こした。また、数学的な理由付けは、原始的な用語の物理的解釈を呼び起こすべきでなく、代わりに公理で正当化された形式的操作によってのみ行われるべきだとした。この本は次に挙げる人物や事項の転換点となった。
- 同様の事柄に興味をもったジュゼッペ・ペアノ、マリオ・ピエリ、アレッサンドロ・パドア。
- 幾何学と数学の公理に関するダフィット・ヒルベルトの作品。
- より一般に、ユークリッド幾何学の基礎論に関連するすべての現代的な考え方。

パッシュの最もよく知られた功績にはパッシュの公理の発案がある。
共線でない3点a, b, cと、そのいずれも通らない直線Xを与える。Xが点a, bの間にある点を含むとき、Xには、a, c間の点、b, c間の点のいずれか1つのみが含まれる。

## 主な出版物
- Vorlesungen über neuere Geometrie, Leipzig 1882;  2nd edition. (1926)1926.[5]
- Einleitung in die Differential- und Integralrechnung, Leipzig 1882
- Grundlagen der Analysis, Leipzig, 1908[6]
- Mathematik und Logik, Leipzig, 1919
- Die Begriffsswelt des Mathematikers in der Vorhalll der Geometrie, Leipzig, 1922

### 訳書
- Pasch, Moritz (2010). Pollard, Stephen Randall. ed. Essays on the Foundations of Mathematics. Springer. ISBN 9789048194162